# 瑷珲
璦琿（穆麟德轉寫：aihūn）是中国东北的黑龙江省黑河市的旧地名，作为地名，曾有“艾浒”、“艾虎”、“艾呼”、“爱呼”、“艾浑”、“瑷珲”、“爱辉”等多种写法。1683至1685年指萨布素在达斡尔族聚居地瑷珲村所建的瑷珲旧城（今格罗杰科沃遗址），1685至1900年指清代在明忽里平寨建立的军事重镇瑷珲新城（旧称“黑龙江城”），1912至1956年指今黑龙江省黑河市区，2015年起复指瑷珲新城所在的黑河市爱辉区瑷珲镇。清代时瑷珲为久切尔人聚居地，因中俄《瑷珲条约》在瑷珲新城签订而广为人知。「瑷珲」之名含义众说纷纭，一说是蒙语“可畏的武士”的意译（「璦」意“可畏的”，「琿」解“武士”；另有误称其为达斡尔语“可畏”之说载於《龙沙纪略》）；二是满语“母貂”（穆麟德轉寫：aihū）音译；第三种按文言文解释为“美玉”。

## 历史
瑷珲城是15世纪建立的一个中国东北的城镇。瑷珲在清代是黑河副都统府驻地，设有黑龙江城水师营。1858年5月28日，俄罗斯帝国和黑龍江將軍在这个城镇签订了《瑷珲条约》。1900年俄军大举入侵满洲，不久瑷珲城陷落，被俄军焚毁，原城址只余一颗松树，名为“见证松”。民国时，设置为瑷珲县。瑷珲县驻地改为距古瑷珲以北三十多公里的黑河镇，即为现在的黑河市爱辉区的前身。1956年，在中华人民共和国的简化汉字运动中，“瑷珲县”被视为生僻字地名，改称爱辉县。60年后，2015年5月，为保存历史记忆，爱辉区下辖的爱辉镇名称又被恢复为“瑷珲”。